# Kuliokite-(Y)
La kuliokite-(Y) est une espèce minérale du groupe des silicates et du sous-groupe des nésosubsilicates, de formule Y4Al(SiO4)2(OH)2F5, présentant des traces de Gd, Dy, Ho, Er, Tm, Yb, Lu et H2O.

## Historique de la description et appellations

### Inventeur et étymologie
La kuliokite-(Y) a été décrite en 1986 par Voloshin et Pakhomovskii ; son nom lui fut donné d'après sa localité-type : la rivière Kuliok dans la péninsule de Kola en Russie. Le « (Y) » lui vient de la présence d'yttrium dans sa composition.

### Topotype
- Le topotype se trouve à la rivière Kuliok, péninsule de Kola, oblast de Mourmansk, en Russie[4],[5].
- Les échantillons de référence sont déposés au musée de géologie de St Petersbourg, ainsi qu'au Musée minéralogique A. E. Fersman de Moscou, en Russie.

## Caractéristiques physico-chimiques

### Critères de détermination
La kuliokite-(Y) se trouve sous forme de cristaux aplatis dépassant 0,5 mm. Elle présente un clivage mauvais sur {010}.
Ses cristaux sont transparents, d'éclat adamantin et biréfringents ; sa couleur varie entre incolore, rose-clair et blanc. Son trait est blanc.
Elle est radioactive, avec une activité massique de 137 Bq/g.

### Cristallographie
La kuliokite-(Y) cristallise dans le système cristallin triclinique, de groupe d'espace P1 (Z = 1 unité formulaire par maille conventionnelle).
- Paramètres de maille : a = 8,606 Å, b = 8,672 Å, c = 4,317 Å, α = 102,79°, β = 97,94°, γ = 116,66° (volume de la maille : V = 270,16 Å3)
- Masse volumique calculée = 4,28 g/cm3

## Gîtes et gisements

### Gîtologie et minéraux associés
La kuliokite-(Y) se trouve en inclusions dans la fluorine ou dans les fissures des pegmatites à microcline.
Elle est trouvée associée aux minéraux suivants : thalénite, xénotime, kaïnosite, bastnäsite, keiviite-(Y), keiviite-(Yb), quartz, fluorine.

### Gisements producteurs de spécimens remarquables
Norvège
- Høydalen (Høydalen seter), Tørdal, Drangedal, comté de Telemark[7]
- Stetind, Tysfjord, comté de Nordland[8]

 Russie
- Rivière Kuliok, péninsule de Kola, oblast de Mourmansk (topotype)[4]